# Thamithericles birunga
Thamithericles birunga is een rechtvleugelig insect uit de familie Thericleidae. De wetenschappelijke naam van deze soort is voor het eerst geldig gepubliceerd in 1923 door Sjöstedt.